# Cephalodella monica
Cephalodella monica är en hjuldjursart som beskrevs av Koste och Tobias 1998. Cephalodella monica ingår i släktet Cephalodella och familjen Notommatidae. Inga underarter finns listade i Catalogue of Life.